# Dona
Dona este o rețea de farmacii din România, deținută de firma Siepcofar. 
Prima farmacie a rețelei Dona a fost înființată în 1992.
Lanțul de farmacii Dona este deținut de omul de afaceri Marcel Banciu, care până în 2006 era acționarul majoritar al distribuitorului Farmexpert.
Acesta a vândut 60% din acțiunile companiei Farmexpert grupului german ANZAG, păstrându-și o participație de 40%.
Dona a încheiat anul 2008 cu 127 de farmacii, după ce, la sfârșitul anului anterior, avea 93 de unități.
Număr de angajați în 2005: 356 
Cifra de afaceri:
- 2011: 170 milioane euro [2]
- 2008: peste 65 milioane euro[3]
- 2005: 18,7 milioane de euro[1]

Număr de farmacii:
- 2014: 230 [4]
- 2011: 212 [2]
- 2008: 127 [3][5]
- 2007: 93 [3][5]